# Nustrow
Nustrow ist eine Gemeinde im Landkreis Rostock in Mecklenburg-Vorpommern (Deutschland). Die Gemeinde wird vom Amt Tessin mit Sitz in der gleichnamigen Stadt verwaltet.

## Geografie
Die Gemeinde Nustrow liegt in leicht welligem Gelände zwischen den Flüssen Recknitz und Trebel im Nordosten Mecklenburgs. Die nächstgelegenen Kleinstädte sind Tessin, Tribsees, Bad Sülze und Gnoien.
Umgeben wird Nustrow von den Nachbargemeinden Grammow im Norden, Behren-Lübchin im Osten und Süden, Walkendorf im Südwesten sowie Thelkow im Nordwesten.

## Geschichte

Schloss Nustrow mit Burg-Anlagen 1758

Nustrow wurde am 16. März 1425 als slot Nusserouwe urkundlich genannt. Schlossbesitzer war zu der Zeit Gerd Behr, der sich nach der Zerstörung der Burg von 1420 durch die Städte Greifswald und Stralsund in dieser Urkunde verpflichtete, die Burg nicht wieder aufzubauen. Offensichtlich hat er sich daran aber nicht gehalten.

Schloss Nustrow 1825

Der Ort wurde 1479 als Nuttzerow urkundlich nochmals erwähnt und dürfte dem Namen nach slawischen Ursprungs sein. Seit dem 15. Jahrhundert war hier die Familie Behr ansässig und besaß hier auch eine Burg bzw. ein Schloss. Das erste Schloss wurde in einer Fehde zwischen Stralsund und Greifswald völlig zerstört. Um 1532 wurde ein Renaissanceschloss errichtet, welches 1830 nach Verkauf des Gutes (1794) an die Familie von Schack abgebrochen wurde. Diese ließ an gleicher Stelle das heute erhaltene klassizistische Gutshaus nach Plänen des Architekten Carl Theodor Severin bauen.
Vor Abriss und Neubau wurden die Burgwälle planiert und mit dem Erdwerk wurden die Gräben zugeschüttet.

## Religion
32 % der Einwohner sind evangelisch, 4 % katholisch. Die Lutheraner gehören zur Tritinitas-Kirchengemeinde Basse in der Propstei Rostock der Evangelisch-Lutherischen Kirche in Norddeutschland. Die Katholiken sind der Pfarrei Herz Jesu mit Sitz in Rostock, Erzbistum Hamburg, zugeordnet; deren nächste Filialkirchen sind St. Ansgar (Gnoien) und St. Bernhard (Tessin).

## Sehenswürdigkeiten

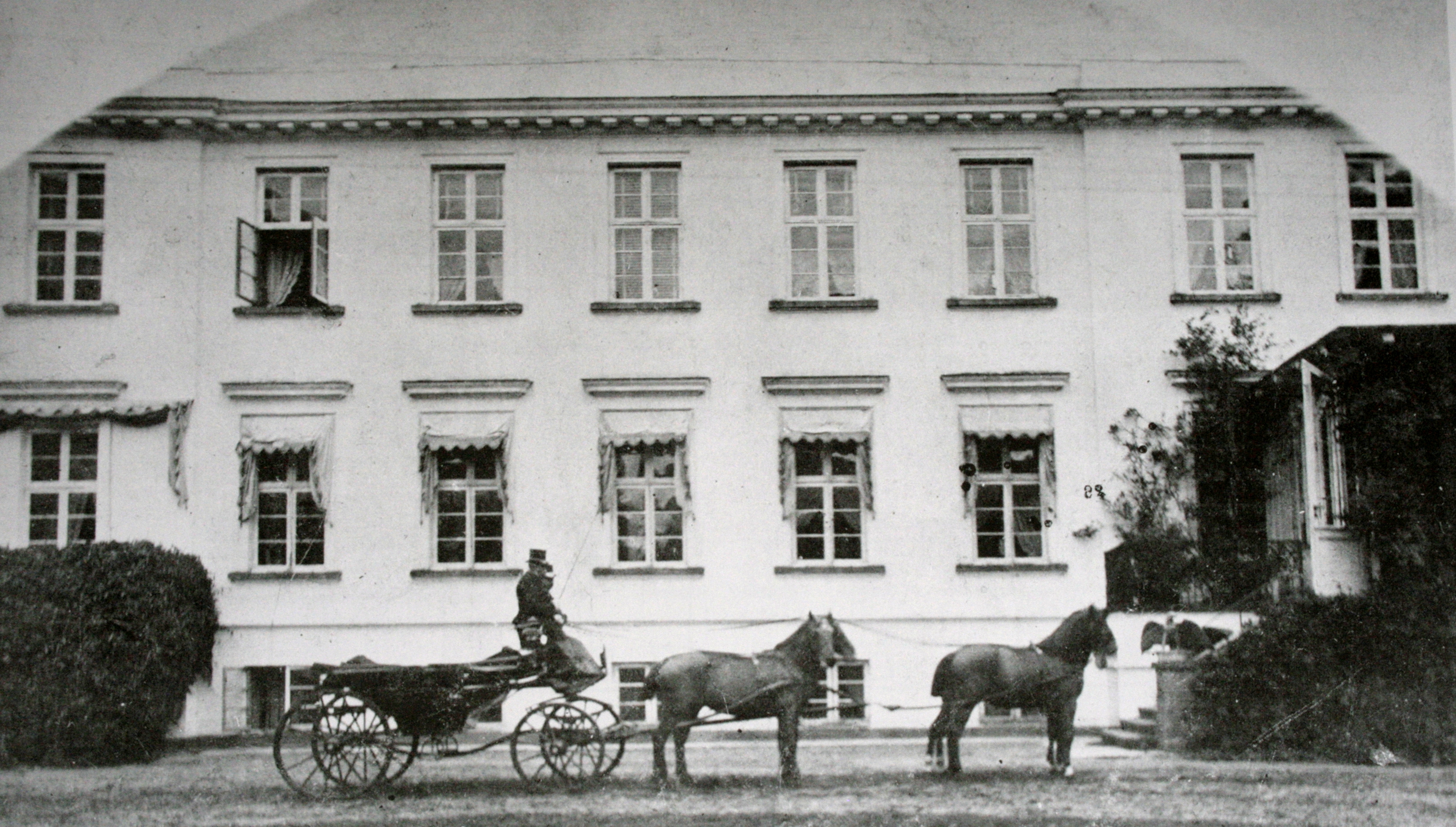
Herrenhaus Nustrow (von 1830)

- Klassizistisches Gut Nustrow mit Gutsgelände
- zehn Hektar großer Gutspark mit altem Tulpenbaum
- Gemeinschaftshaus Zur alten Schmiede
- Dorfensemble mit den alten Schnitterkaten

→ Siehe auch Liste der Baudenkmale in Nustrow